# Andreï Stackenschneider
Andreï Ivanovitch Stackenschneider (en russe : Андрей Иванович Штакеншнейдер), né le 22 février 1802 (6 mars dans le calendrier grégorien) dans la tannerie familiale près de Gatchina et mort le 8 août 1865 (20 août dans le calendrier grégorien) à Moscou, est un architecte russe.

## Biographie
Stackenschneider est le petit-fils d'un tanneur venu du Brunswick sous le règne de Paul Ier. Il entre à l’âge de treize ans dans les classes de l’Académie impériale des beaux-arts et en 1821 au comité de construction et de travaux hydrauliques de Saint-Pétersbourg. Quatre ans plus tard, il fait partie de l’équipe réunie par Auguste de Montferrand pour construire la cathédrale Saint-Isaac. Il participe à divers chantiers et vole de ses propres ailes en 1831.
Il construit le château du comte de Benckendorf, près de Revel à Fall, et celui-ci le recommande à l'empereur Nicolas Ier. Celui-ci de plus en plus satisfait de ses travaux en fait son architecte à partir de 1833. Il est nommé académicien en 1834. Il fait un grand voyage d’études en France, en Italie, en Angleterre et en Allemagne en 1837 et 1838. Il est nommé architecte principal de la Cour en 1848.
Stackenschneider est l’auteur de nombreuses constructions et de rénovations à Saint-Pétersbourg, Tsarskoïe Selo, Peterhof, Novgorod, Moscou, Taganrog, Crimée, etc.
Sa maison de Saint-Pétersbourg était un salon ouvert à l’intelligentsia de l’époque.
De retour d’un voyage de santé à Orenbourg, il meurt, usé par la maladie, à Moscou.

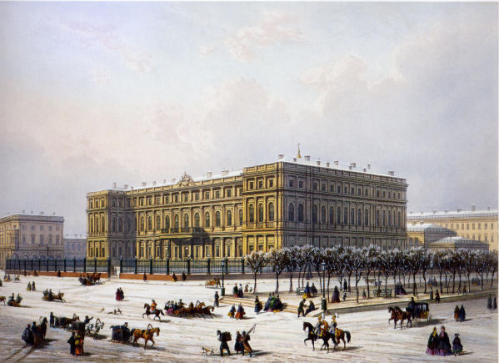
Le palais Nicolas

## Quelques œuvres
- Palais Leuchtenberg à côté de Peterhof
- Palais Marie à Saint-Pétersbourg
- Palais du grand-duc Michel à Saint-Pétersbourg
- Palais Nicolas à Saint-Pétersbourg
- Palais Belosselski-Belozerski à Saint-Pétersbourg
- Chapelle (détruite aujourd’hui) du Pont Nicolas
- Palais Alferaki à Taganrog